# Когнитивни модел
Когнитивни модел је приближавање животињских когнитивних процеса (углавном људских) за потребе разумевања и предвиђања. Когнитивни модели могу се развијати у оквиру или без когнитивне архитектуре, иако ово није увек лако разликовати.
За разлику од когнитивне архитектуре, когнитивни модели имају тенденцију да буду фокусирани на један когнитивни процес или феномен (нпр. листи учења), како два или више више процеса врше интеракцију (нпр. визуелна претрага или доношење одлука), или у превиђању понашања за специфични задатак (нпр. како ће покретање новог софтверског пакета утицати на продуктивност). Когнитивне архитектуре имају тенденцију да буду фокусиране на структурне особине моделног система и помажу при ограничавању развоја когнитивних модела у когнитивној архитектури. Исто тако, развој модела помаже при информисању ограничења и недостацима архитектуре. Неке од најпопуларнијих архитектура за когнитивно моделирање обухватају АЦТ-Р и Грло.

## Историја
Когнитивно моделовање је историјски развијено у оквиру когнитивне психологије / когнитивне науке (укључујући људске факторе), а добило је прилоге из области машинског учења и вештачке интелигенције. Постоје многе врсте когнитивних модела и они могу да се крећу од кутија-и-стрелица дијаграмима до скупа једначина у програмима који су у интеракцији са истим алатима које људи користе да заврше задатке (нпр. компјутерског миша и тастатуре).

## Кутија-и-стрелица модели
Број кључних термина се користи да опише процесе који су укључени у перцепцији, складиштењу и продукцији говора. Улазни сигнал је говорни сигнал које дете чује који углавном долази од старијег говорника. Излазни сигнал је исказ произведен од детета. Невиђени психолошки догађаји који се дешавају између доласка улазног сигнала и производње говора су фокус психолингвистичких модела. Догађаји који обрађују улазни сигнал се називају улазни процеси, док догађаји који обрађују производњу говора се називају излазни процеси. Неки аспекти обраде говора су се ипак дешавају онлајн – то јест, они се јављају током актуелне перцепције или током производње говора и тиме захтевају учешће од ресурса у виду пажње посвећених задатку говора. Остали процеси се ипак одвијају у позадини менталне обраде детета више него за време које је посвећено говору.
У овом смислу, онлајн обрада се понекад дефинише као дешавање у реалном времену, док за офлајн обраду нема времена (Хевлет, 1990). У кутија-и-стрелице психолингвистичких моделима, сваки хипотезирани ниво репрезентације или обраде може бити представљен у дијаграму као „кутија“, а однос између њих као „стрелица“, а отуда и име. Понекад, као у моделима Смит, 1973 и Мушки, 1978 који је описан касније у овом раду, стрелице представљају додатне процесе ономе што је приказано у кутијама. Такви модели чине експлицитним хипотезиране информације о обради активности спроведене у одређеној когнитивној функцији (као што су језик), на начин аналоган компјутерским дијаграмима тока који описују процесе и одлуке који спроводи тај програм. Кутија-и-стрелице модели се разликују у броју невиђених психолошких процеса. Неки модели имају само једну или две кутије између улазних и излазних сигнала (нпр. Мушки, 1978; Смит, 1973), док други имају више кутија и они представљају сложене односе између више различитих информација за обраду догађаја (нпр. Хевлет, 1990; Хевлет, Гибон и Коен-Мекензи, 1998; Стекхаус и Веллс, 1997). Најважније кутије, међутим, и извор многих могућих дебата представља основни приказ (или УР). У суштини, основни приказ снима информације ускладиштене у уму детета о речима које зна и користи. Као што ће опис следећих неколико модела илустровати, природа ових информација као и тип(ови) репрезентације присутне у бази знања детета су задобили пажњу истраживача већ неко време.

## Рачунарски модели
Рачунарски модел је математички модел у рачунарским наукама који захтева обимне компјутерске могућности да проучава понашање сложеног система са компјутерским симулацијама. Систем под студијама је често сложени нелинеарни систем за који једноставна и интуитивна аналитичка решења нису доступна. Уместо извођења математичког аналитичког решења одређеног проблема, експериментисање са моделом се врши променом параметара система на рачунару и проучавање разлике у исходу експеримента. Теорије рада модела се могу извести из ових рачунарских експеримената. Примери уобичајених рачунарских модела за прогнозу времена су модели Симулатор Земкље, Симулатор летења, молекуларни модели склапања протеина и неуронски мрежни модели.

### Симболички
Углавном су изражени у карактерима, обично бројевима који захтевају превод пре него што се могу користити.

### Хибридни
Хибридни рачунарски модели су модели који показују карактеристике аналогних рачунара и дигиталних рачунара. Дигитална компонента обично служи као контролер и обезбеђује логичке операције, док аналогне компоненте нормално служе при решавању диференцијалних једначина.

### Динамички системи
У традиционалном приступу рачунарима, на репрезентације се гледа као на статичке структуре дискретних симбола. Сазнање се одвија тако што се трансформише статички симбол структуре у дискретним корацима, у низовима. Сензорна информација се трансформише у симболичке улазе које производе симболички излази који се трансформишу у моторне излазе. Цео систем функционише у текућем циклусу.
Оно што недостаје у овом традиционалном гледишту јесте да људи спознају шта се дешава непрестано и у реалном времену. Рушење процеса у дискретним временским интервалима не може у потпуности ухватити такво понашање. Алтернативни приступ је да се дефинише систем са (1) стањем система у сваком тренутну, (2) понашање, дефинисано као промена током времена у укупном стању и (3) у постављеном стању или простору тог стања што представља тоталитет укупних системских стања. Систем се разликује по томе што сва ова стања припадају заједно; то јест, промена у било ком аспекту система зависи од других аспеката система.
Типичан динамички модел формализован на неколико диференцијалних једначина које описује промене стања тог система током времена. На тај начин, облик простора могућих трајекторија и унутрашњим и спољним силама које обликују специфичну путању која се развија временом, уместо физичке природе основних механизама који манифестују динамику, носе објашњења силе. На овај динамички поглед, параметарски улази мењају унутрашњу динамику система, уместо наводећи интерно стање које описује неко спољно стање.

## Рани динамички системи

### Асоцијативна меморија
Рани рад у примени динамичких система могу се наћи у моделу Хопфилдове мреже. Ове мреже су предложене као модел за асоцијативну меморију. Оне представљају нервни ниво меморије, моделирање система од око 30 неурона који могу бити у укљученом или искљученом стању.

### Језик стицања
Узимајући у обзир еволутивни развој људског нервног система и повезаности мозга са другим органима, Елман је предложио да језик и спознају треба третирати као динамички систем, а не дигитални симболички процес.

### Когнитивни развој
Класична грешка развоја, А-не-Б грешка, је истраживана у контексту динамичких система. Пронађено је да деца старости до две године често праве овакву грешку када су у потрази за скривеним предмета у песку. Након сазнања да је играчка скривена на локација А и поновљене претраге више пута на тој локацији, двогодишњаци почну да траже играчку на локацији Б. 

### Локомоција
Један предложени механизам динамичког система долази из анализе континуираног времена поновљених неуронских мрежа (ЦТРННс). Фокусирајући се на излаз неуронских мрежа, а не њихових стања и испитивању међусобно повезаних мрежа Централни образац генератора (ЦОГ) може се користити за представљање система као што су покрети ноге у току ходања. Овај ЦОГ садржи три моторна неурона: да контролише стопало, замах уназад и замах ефектора унапред. Излази из мреже показују да ли је стопало горе или доле и колико велика сила се користи за генерисање обртног момента у зглобу ноге. Једна од карактеристика је да су излазни неурони увек или укључени или искључени. Друга карактеристика је да су стања квази-стабилна, што значи да ће се највероватније догодити прелазак у друго стање. Једноставан образац генератора струје предвиђен је да буде камен темељац динамичког система. Скупови неурона који прелазе из једног стања у друго су дефинисани као динамички модули. У теорији, ови модели могу да се комбинују да се створе већа кола од којих су, заправо, израђени динамички системи. Међутим, детаљи о томе како ова комбинација функционише нису разрађени.